# Красовский, Валерий Никодимович
Валерий (Валерьян) Никодимович Красовский (15 июня 1959 — 30 мая 2018, Барановичи) — советский и белорусский футболист и игрок в мини-футбол, защитник, белорусский футбольный тренер. Серебряный призёр чемпионата СССР по мини-футболу, мастер спорта СССР (1991).

## Биография
Воспитанник барановичской ДЮСШ № 5, тренеры — Михаил Коган, Виктор Петрович Штин. В молодости играл за местную команду, а также за юношескую сборную Брестской области (тренер Леонид Павлович Гарай) и минский РУОР (тренер Юрий Антонович Пышник). Выступал на позиции вратаря, позже перешёл на позицию защитника. После военной службы на Черноморском флоте вернулся в Барановичи и играл за местную команду («Текстильщик») в соревнованиях коллективов физкультуры.
С середины 1980-х годов выступал за «Металлург» (Алдан) в соревнованиях коллективов физкультуры, а также в турнирах по мини-футболу. Становился финалистом Кубка СССР среди КФК (1990). В единственном чемпионате СССР по мини-футболу в 1991 году со своим клубом стал серебряным призёром. В 1992 году сыграл один матч во второй лиге России.
В 1993 году вернулся в Барановичи, выступал за местную команду («Метапол», ФК «Барановичи») во второй лиге Белоруссии, также играл в мини-футбол.
После окончания игровой карьеры стал тренером, в 1999—2002 годах возглавлял ФК «Барановичи». Позднее выступал и тренировал команду ветеранов города, неоднократно становился призёром ветеранских соревнований национального и международного уровня.
Скончался 30 мая 2018 года на 59-м году жизни.